# Просвітянські хати
"Просвітя́нські Ха́ти" — українські хати-читальні, гуртки, хори, що створювались на Волині та Галичині в 1920-30х рр з метою просвітницької діяльності.

## Основні завдання "Просвітянської Хати"
- гуртувати мешканців свого району до просвітньої роботи;
- відкривати книгозбірні-читальні, книгарню, музеї, влаштовує лекції, відчити, загально-просвітні курси, концерти, вистави, засновує співочі гуртки і т. п.;
- видавати книжки, часописи, листки і т. п. українською мовою;
- засновувати школи для дорослих і дітей, курси, притулки, бурси, бюро праці і інші просвітні і добродійні заклади;
- дбати про здорове фізичне виховання молодого покоління, засновуючи гімнастичні гуртки, мандрівки, взагалі робити все, що торкається до освіти і зміцнення національної свідомості українського народу і до його фізичного та економічного добробуту».